# Bataille de Benghazi (mars 2011)
Pour les articles homonymes, voir bataille de Benghazi.
Première guerre civile libyenne
Batailles
- 1re Benghazi
- El Beïda
- Derna
- 1re Tripoli
- Misrata
- 1re Zaouïa
- Djebel Nefoussa (1re Dehiba
- 2e Dehiba
- Gharyan)
- 1re Brega
- 1re Ras Lanouf
- 1re Ben Jawad
- 2e Ras Lanouf
- 2e Brega
- 1re Ajdabiya
- 2e Benghazi
- 2e Ajdabiya
- 1re golfe de Syrte
- 3e Brega
- Al Jawf
- Front de Misrata (Zliten
- Tawarga
- 2e Zaouïa
- 4e Brega
- Fezzan
- Birak)
- 5e Brega
- 3e Zaouïa
- 2e Tripoli
- 2e Sebha
- 2e golfe de Syrte (Syrte)
- Offensive de Bani Walid (Tarhounah - Bani Walid)

- Intervention militaire de l’OTAN
- Opération Ellamy (Royaume-Uni)
- Opération Harmattan (France)
- Opération Odyssey Dawn (États-Unis)
- Opération Mobile (Canada)

La bataille de Benghazi de mars 2011 a lieu lors de la première guerre civile libyenne de 2011 opposant les forces fidèles à Mouammar Kadhafi à la rébellion libyenne les 19 et 20 mars 2011 dans la ville de Benghazi. Elle s'est terminée par le retrait des forces loyalistes à la suite de l'intervention de l'aviation française.

## Forces en présence
Les troupes rebelles étaient composées, lors de la bataille de plus de 13 000 hommes soit 8 000 soldats mutinés et 5 000 volontaires, de quelques chars et quelques avions capturés lors du soulèvement de Benghazi, aidés par 20 avions de combat français.
Les troupes loyalistes disposaient quant à elles entre 1 000  et   2 000 soldats, d'une vingtaine de chars et de plusieurs avions de combat, de bateaux de guerre et de nombreuses batteries.

## Déroulement

### Attaque loyalistes
Le 19 mars, à 7h30 (heure locale), l'artillerie loyaliste commence à pilonner la ville. Aux alentours de 9h00 (heure locale) les troupes loyalistes essayent de capturer la ville par le sud à l'aide de chars et d'artillerie lourde. Après de durs combats, à 14h30, les rebelles affirment tenir la ville et poursuivre la résistance.
Au cours de la bataille, un MiG-23 piloté par un rebelle s'est écrasé dans la banlieue de Benghazi. La cause de l'accident demeure incertaine, mais on croit qu'elle est due à un tir ami.

### Intervention française et retrait des loyalistes
Aux alentours de 16h00 (heure locale), les premiers avions français entrent dans l'espace aérien libyen pour y effectuer une mission de reconnaissance, première étape dans l'aménagement d'une zone d'exclusion aérienne en Libye dans le cadre l'opération Harmattan. Certains de ces avions ont survolé Benghazi. À 18h45 les Français ont lancé les attaques sur les troupes de Kadhafi, détruisant l'un de leurs chars. À 19:50, l'aviation française détruit quatre chars supplémentaires. Un journaliste de Reuters a confirmé qu'au moins sept chars et deux transports de troupes blindés ont été détruits lors des bombardements aériens français. L'amiral Mullen des États-Unis a annoncé le 20 mars, que les troupes loyalistes ont cessé de combattre à Benghazi et ont dû quitter la ville à la suite de leurs multiples défaites.

## Bilan
Les rebelles libyens perdent 120 hommes (civils compris) et un de leurs avions tandis que dans le camp des loyalistes on dénombre 70 véhicules détruits (14 artilleries et chars, 20 APC, 2 lance-roquettes multiples, 1 9K33 Osa et 33 camions, technicals et jeeps). 4 chars sont également capturés par les rebelles.